# Xyris torta
Xyris torta là một loài thực vật hạt kín trong họ Hoàng đầu. Loài này được Sm. miêu tả khoa học đầu tiên năm 1818.